# فريدريك فايسه
فريدريك فايسه (بالألمانية: Friedrich Wiese)‏ هو ضابط ألماني، ولد في 5 ديسمبر 1892 في Nordhastedt ‏ في ألمانيا، وتوفي في 13 فبراير 1975 في غيسن في ألمانيا.